# 拉季沃尼夫卡 (亞基米夫卡區)
46°39′35″N 35°14′53″E / 46.65972°N 35.24806°E
拉季沃尼夫卡（烏克蘭語：Радивонівка）是位於烏克蘭東南部的村莊，由扎波羅熱州梅利托波爾區的亞基米夫卡市鎮負責管轄。該村始建於1802年，面積4.2平方公里，海拔高度20米，2001年人口1,809，人口密度每平方公里427.9人。

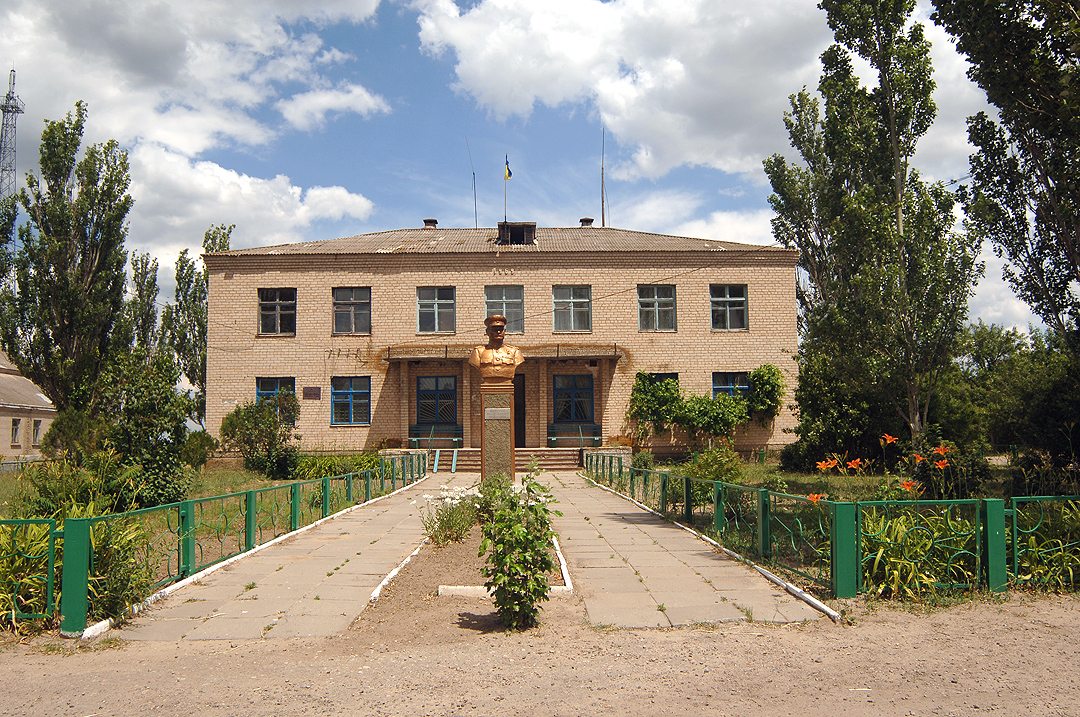